# Johan Spendrup
Karl Johan Henrik Spendrup, född 2 mars 1970, är bryggmästare och numera VD på Gotlands Bryggeri. Gotlands Bryggeri är ett dotterbolag till Spendrups Bryggeri. Spendrup är utbildad Diplombraumeister vid Doemens, som är ett institut för bryggeri- och dryckesteknologi i München samt har en MBA från Ashridge Business School i England. Johan Spendrup är son till tidigare VD:n på Spendrups och nuvarande ordförande i Spendrups styrelse Jens Spendrup.